# Щитна
Щитна (пол. Szczytna, нем. Rückers)  —  город  в Польше, входит в Нижнесилезское воеводство,  Клодзский повят.  Имеет статус городско-сельской гмины. Занимает площадь 80,65 км². Население 5286 человек (на 2004 год).

## История

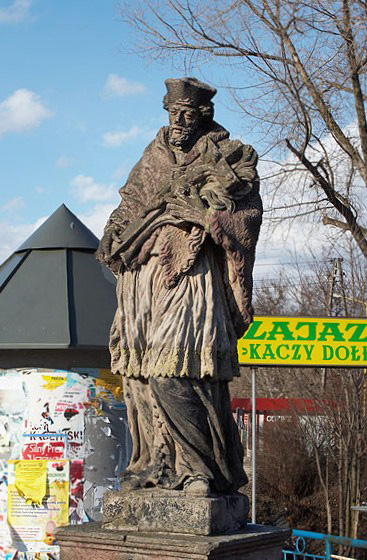
Щитна

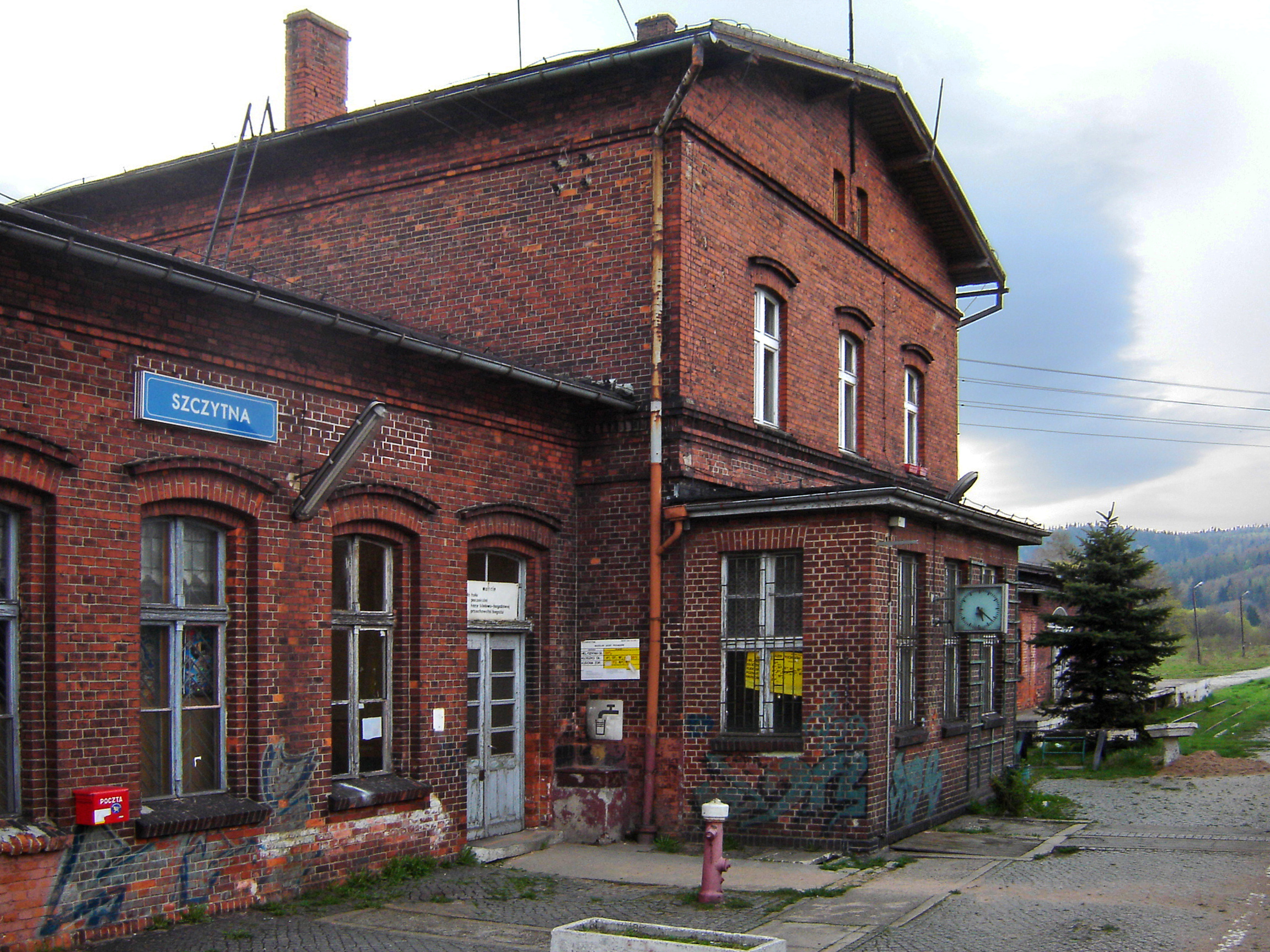
Щитна

Впервые упоминается в 14 веке.